# توماس تی. هندی
توماس تی. هندی (انگلیسی: Thomas T. Handy; ۱۱ مارس ۱۸۹۲ – ۱۲ آوریل ۱۹۸۲) فرد نظامی اهل ایالات متحده آمریکا بود.
وی همچنین برندهٔ جوایزی همچون مدال خدمات دفاعی آمریکا، لژیون دونور (فرمانده)، صلیب نظامی ۱۹۱۴-۱۹۱۸ (فرانسه)، نشان خدمات برجسته (ارتش آمریکا)، مدال پیروزی جنگ جهانی دوم، صلیب خدمات برجسته (ایالات متحده)، مدال کمپین آمریکایی، و مدال پیروزی جنگ جهانی اول شده است.